# Stalloni migliori in Inghilterra e Irlanda
Questa lista enumera gli stalloni Purosangue inglesi i cui discendenti hanno vinto la maggior cifra di premi in un anno in  Inghilterra ed Irlanda, nelle corse in piano.
Fino ad oggi il cavallo che ha vinto più volte questa classifica è stato Sadler's Wells che è risultato primo per 14 anni, seguito da Highflyer con 13 primati.
| - 1751 - Blaze - 1752 - Cade - 1753 - Cade - 1754 - Regulus - 1755 - Regulus - 1756 - Regulus - 1757 - Regulus - 1758 - Cade - 1759 - Cade - 1760 - Cade - 1761 - Regulus - 1762 - Blank - 1763 - Regulus - 1764 - Blank - 1765 - Regulus - 1766 - Regulus - 1767 - Snap - 1768 - Snap - 1769 - Snap - 1770 - Blank - 1771 - Snap - 1772 - Matchem - 1773 - Matchem - 1774 - Matchem - 1775 - Marske - 1776 - Marske - 1777 - Herod - 1778 - Herod - 1779 - Herod - 1780 - Herod - 1781 - Herod - 1782 - Herod - 1783 - Herod - 1784 - Herod - 1785 - Highflyer - 1786 - Highflyer - 1787 - Highflyer - 1788 - Highflyer - 1789 - Highflyer - 1790 - Highflyer - 1791 - Highflyer - 1792 - Highflyer - 1793 - Highflyer - 1794 - Highflyer - 1795 - Highflyer - 1796 - Highflyer - 1797 - King Fergus - 1798 - Highflyer - 1799 - Sir Peter Teazle - 1800 - Sir Peter Teazle - 1801 - Sir Peter Teazle - 1802 - Sir Peter Teazle - 1803 - Trumpator - 1804 - Sir Peter Teazle - 1805 - Sir Peter Teazle - 1806 - Sir Peter Teazle - 1807 - Sir Peter Teazle - 1808 - Sir Peter Teazle - 1809 - Sir Peter Teazle - 1810 - Waxy - 1811 - Sorceror - 1812 - Sorceror - 1813 - Sorceror - 1814 - Selim Selim - 1815 - Rubens - 1816 - Walton - 1817 - Orville - 1818 - Walton - 1819 - Soothsayer - 1820 - Phantom - 1821 - Rubens - 1822 - Rubens - 1823 - Orville - 1824 - Phantom - 1825 - Élection - 1826 - Whalebone - 1827 - Whalebone - 1828 - Filho da Puta - 1829 - Blacklock - 1830 - Emilius - 1831 - Emilius - 1832 - Sultan - 1833 - Sultan - 1834 - Sultan - 1835 - Sultan - 1836 - Sultan - 1837 - Sultan - 1838 - Camel - 1839 - Priam - 1840 - Priam - 1841 - Taurus | - 1842 - Touchstone - 1843 - Touchstone - 1844 - Bay Middleton - 1845 - Slane - 1846 - Venison - 1847 - Venison - 1848 - Touchstone - 1849 - Bay Middleton - 1850 - Epirus - 1851 - Orlando - 1852 - Birdcatcher - 1853 - Melbourne - 1854 - Orlando - 1855 - Touchstone - 1856 - Birdcatcher - 1857 - Melbourne - 1858 - Orlando - 1859 - Newminster - 1860 - Stockwell - 1861 - Stockwell - 1862 - Stockwell - 1863 - Newminster - 1864 - Stockwell - 1865 - Stockwell - 1866 - Stockwell - 1867 - Stockwell - 1868 - Buccaneer - 1869 - Thormanby - 1870 - King Tom - 1871 - King Tom - 1872 - Blair Athol - 1873 - Blair Athol - 1874 - Adventurer - 1875 - Blair Athol - 1876 - Lord Clifden - 1877 - Blair Athol - 1878 - Speculum - 1879 - Flageolet - 1880 - Hermit - 1881 - Hermit - 1882 - Hermit - 1883 - Hermit - 1884 - Hermit - 1885 - Hermit - 1886 - Hermit - 1887 - Hampton - 1888 - Galopin - 1889 - Galopin - 1890 - St. Simon - 1891 - St. Simon - 1892 - St. Simon - 1893 - St. Simon - 1894 - St. Simon - 1895 - St. Simon - 1896 - St. Simon - 1897 - Kendal Kendal - 1898 - Galopin - 1899 - Orme Orme - 1900 - St. Simon - 1901 - St. Simon - 1902 - Persimmon - 1903 - St. Frusquin - 1904 - Gallinule - 1905 - Gallinule - 1906 - Persimmon - 1907 - St. Frusquin - 1908 - Persimmon - 1909 - Cyllene - 1910 - Cyllene - 1911 - Sundridge - 1912 - Persimmon - 1913 - Desmond - 1914 - Polymelus - 1915 - Polymelus - 1916 - Polymelus - 1917 - Bayardo - 1918 - Bayardo - 1919 - The Tetrarch - 1920 - Polymelus - 1921 - Polymelus - 1922 - Lemberg - 1923 - Swynford - 1924 - Son-in-Law - 1925 - Phalaris - 1926 - Hurry On - 1927 - Buchan - 1928 - Phalaris - 1929 - Tetratema - 1930 - Son-in-Law - 1931 - Pharos - 1932 - Gainsborough | - 1933 - Gainsborough - 1934 - Blandford - 1935 - Blandford - 1936 - Fairway - 1937 - Solario - 1938 - Blandford - 1939 - Fairway - 1940 - Hyperion - 1941 - Hyperion - 1942 - Hyperion - 1943 - Fairway - 1944 - Fairway - 1945 - Hyperion - 1946 - Hyperion - 1947 - Nearco - 1948 - Big Game - 1949 - Nearco - 1950 - Fair Trial - 1951 - Nasrullah - 1952 - Tehran - 1953 - Chanteur II - 1954 - Hyperion - 1955 - Alycidon - 1956 - Court Martial - 1957 - Court Martial - 1958 - Mossborough - 1959 - Petition - 1960 - Aureole - 1961 - Aureole - 1962 - Never Say Die - 1963 - Ribot - 1964 - Chamossaire - 1965 - Court Harwell - 1966 - Charlottesville - 1967 - Ribot - 1968 - Ribot - 1969 - Crepello - 1970 - Northern Dancer - 1971 - Never Bend - 1972 - Queen's Hussar - 1973 - Vaguely Noble - 1974 - Vaguely Noble - 1975 - Great Nephew - 1976 - Wolver Hollow - 1977 - Northern Dancer - 1978 - Mill Reef - 1979 - Petingo - 1980 - Pitcairn - 1981 - Great Nephew - 1982 - Be My Guest - 1983 - Northern Dancer - 1984 - Northern Dancer - 1985 - Kris - 1986 - Nijinsky - 1987 - Mill Reef - 1988 - Caerleon - 1989 - Blushing Groom - 1990 - Sadler's Wells - 1991 - Caerleon - 1992 - Sadler's Wells - 1993 - Sadler's Wells - 1994 - Sadler's Wells - 1995 - Sadler's Wells - 1996 - Sadler's Wells - 1997 - Sadler's Wells - 1998 - Sadler's Wells - 1999 - Sadler's Wells - 2000 - Sadler's Wells - 2001 - Sadler's Wells - 2002 - Sadler's Wells - 2003 - Sadler's Wells - 2004 - Sadler's Wells - 2005 - Danehill - 2006 - Danehill - 2007 - Danehill - 2008 - Galileo - 2009 - Danehill Dancer - 2010 - Galileo - 2011 - Galileo - 2012 - Galileo - 2013 - Galileo - 2014 - Galileo - 2015 - Galileo - 2016 - Galileo - 2017 - Galileo - 2018 - Galileo - 2019 - Galileo - 2020 - Galileo - 2021 - Frankel - 2022 - Dubawi |

## Capostipiti più vincenti
Questo è l'elenco dei capostipiti che hanno prodotto il maggior numero di campioni: 
- Darley Arabian –  183 campioni
- Byerley Turk –  59 campioni
- Godolphin Arabian – 29 campioni
- Darcy's White Turk – 10 campioni
- Curwen's Bay Barb – 4 campioni
- St. Victor's Barb – 1 campione